# Sympistis nigrita
Sympistis nigrita là một loài bướm đêm thuộc họ Noctuidae. Các đề cửsubspecies được tìm thấy ở khu vực miền bắc của châu Âu.
Sải cánh dài 22–25 mm.
Ấu trùng ăn Dryas octopetala.

## Phụ loài
- Sympistis nigrita nigrita (miền trung Europe)
- Sympistis nigrita zetterstedtii (miền bắc Eurasia và vào tới tây bắc Bắc Mỹ)
- Sympistis nigrita kolthoffi (Alaska và Yukon)